# Kopparnäs-Störsvik

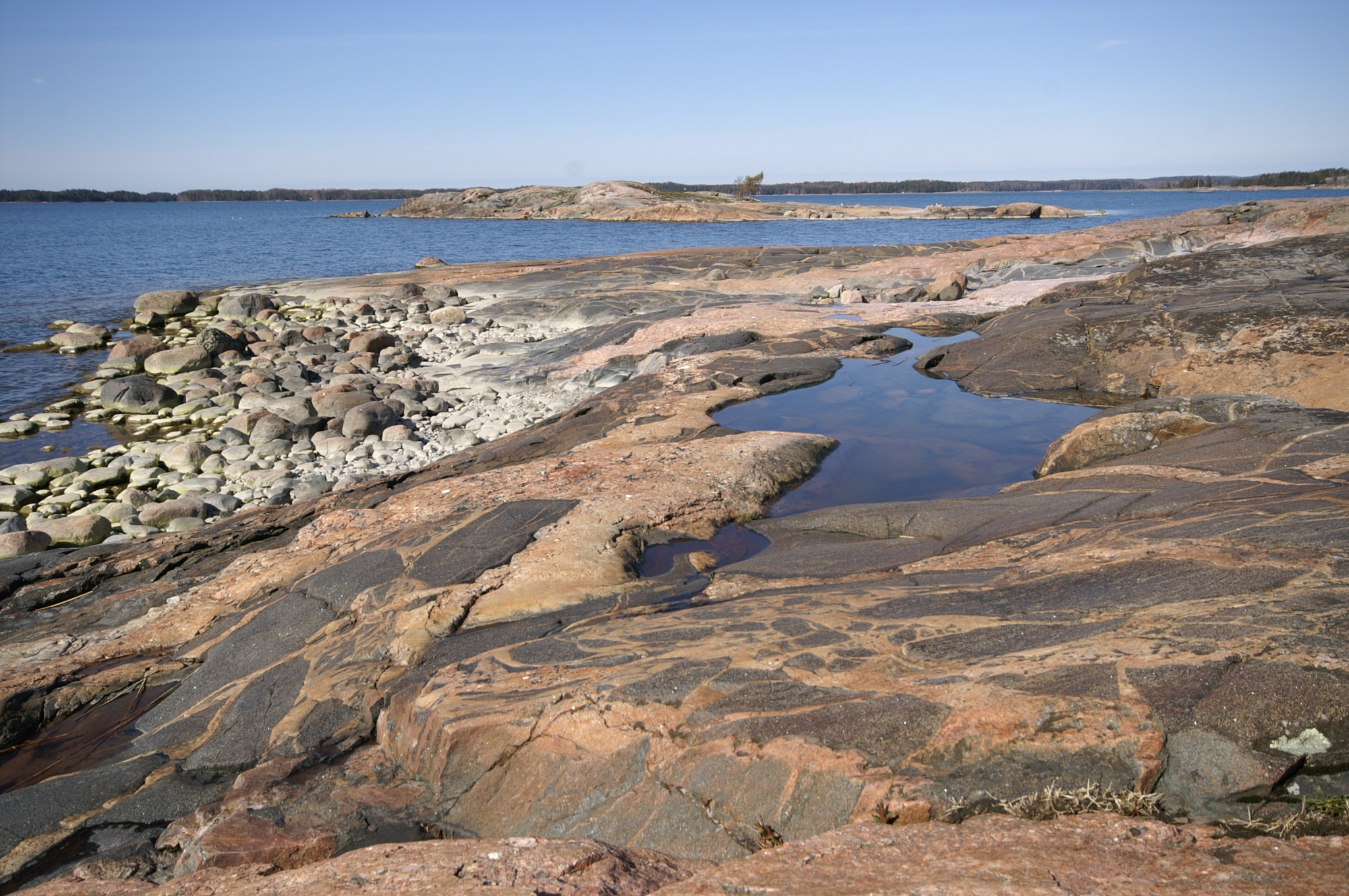
Friluftsområdet har 15 km orörd strandlinje.

Kopparnäs-Störsvik är ett friluftsområde som ligger på gränsen mellan Ingå och Sjundeå i Nyland. Kopparnäs ligger i Ingå och Störsvik i Sjundeå, och tillsammans bildar områdena ett enhetligt friluftsområde som omfattar 721 hektar fastland, 67 hektar öar och holmar, 1497 hektar vattenområde och över 15 km obebyggd strandlinje.
Friluftsområdet ägs av Föreningen Nylands friluftsområden (Uuvi). Uppskattningsvis 30 000 – 40 000 personer besöker området varje år. Vem som helst kan besöka friluftsområdet avgiftsfritt.

## Naturen
Området är ett sällsynt stort sammanhängande havsstrandsområde med imponerande bergsstränder, höga klippor, värdefull skärgårdsnatur, skogsområden och holmar. Bland bergsområdena finns skogar, ängar, kärr och åkrar.
Kopparnäs präglas av klippor med havs- och skärgårdsutsikt samt skogar, ängar, kärr och åkrar. Störsvik är en naturoas, med strandområden med en varierande karaktär, från flacka berghällar till höga stup och från klibbalslundar till sandstränder. I de inre delarna av Störsvik finns gamla skogar strandängar som bildar en värdefull naturskydds- och rekreationshelhet som är sällsynt för södra Finland.
Det finns också ett värdefullt naturskyddsområde med ett rikt djur-, fågel- och växtliv. På naturskyddsområdet är det förbjudet att tälta och att göra upp läger. I maj–juni häckar trädlärkan i bergsområden.

## Service

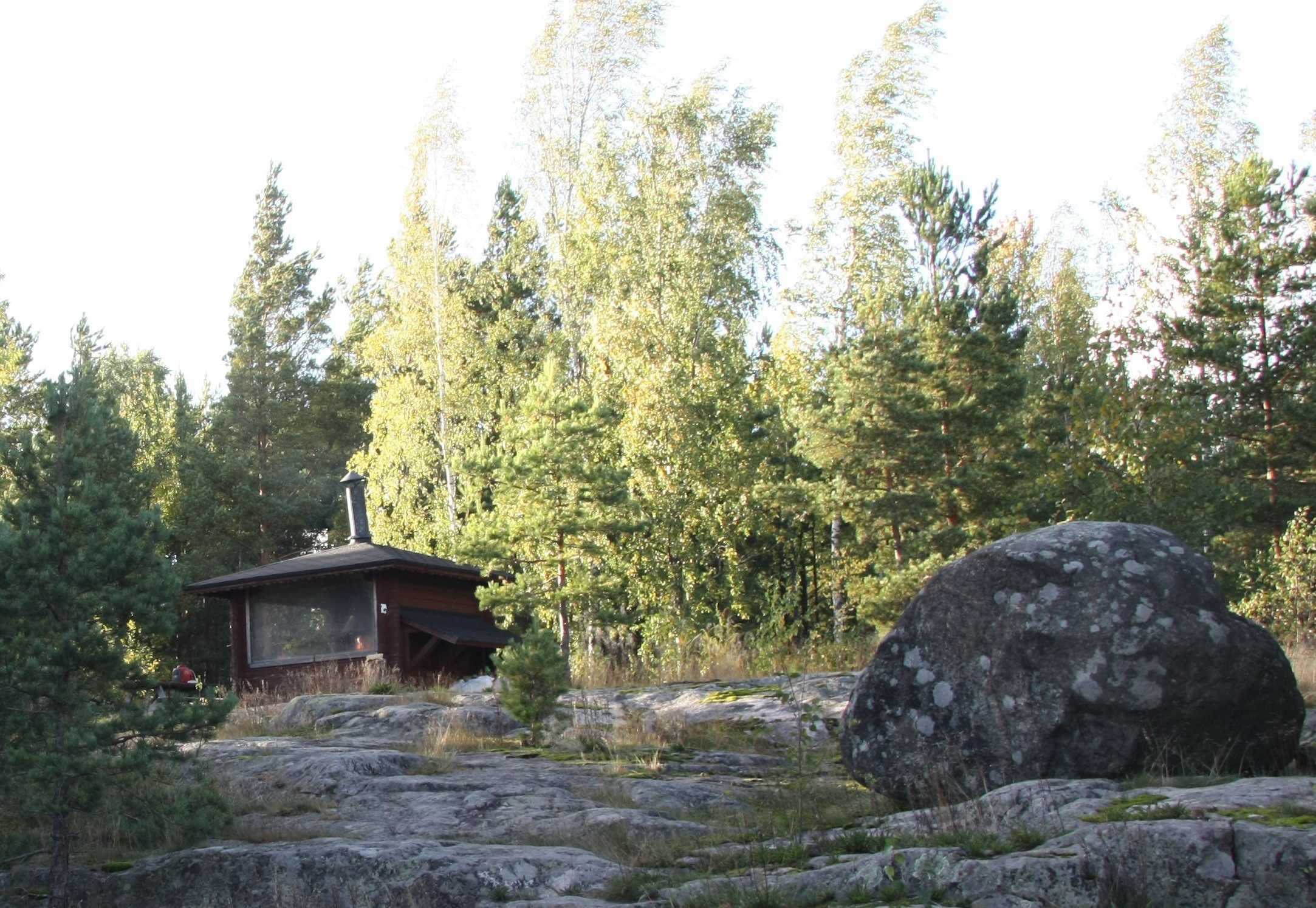
Picknickhydda på Kopparnäs friluftsområde.

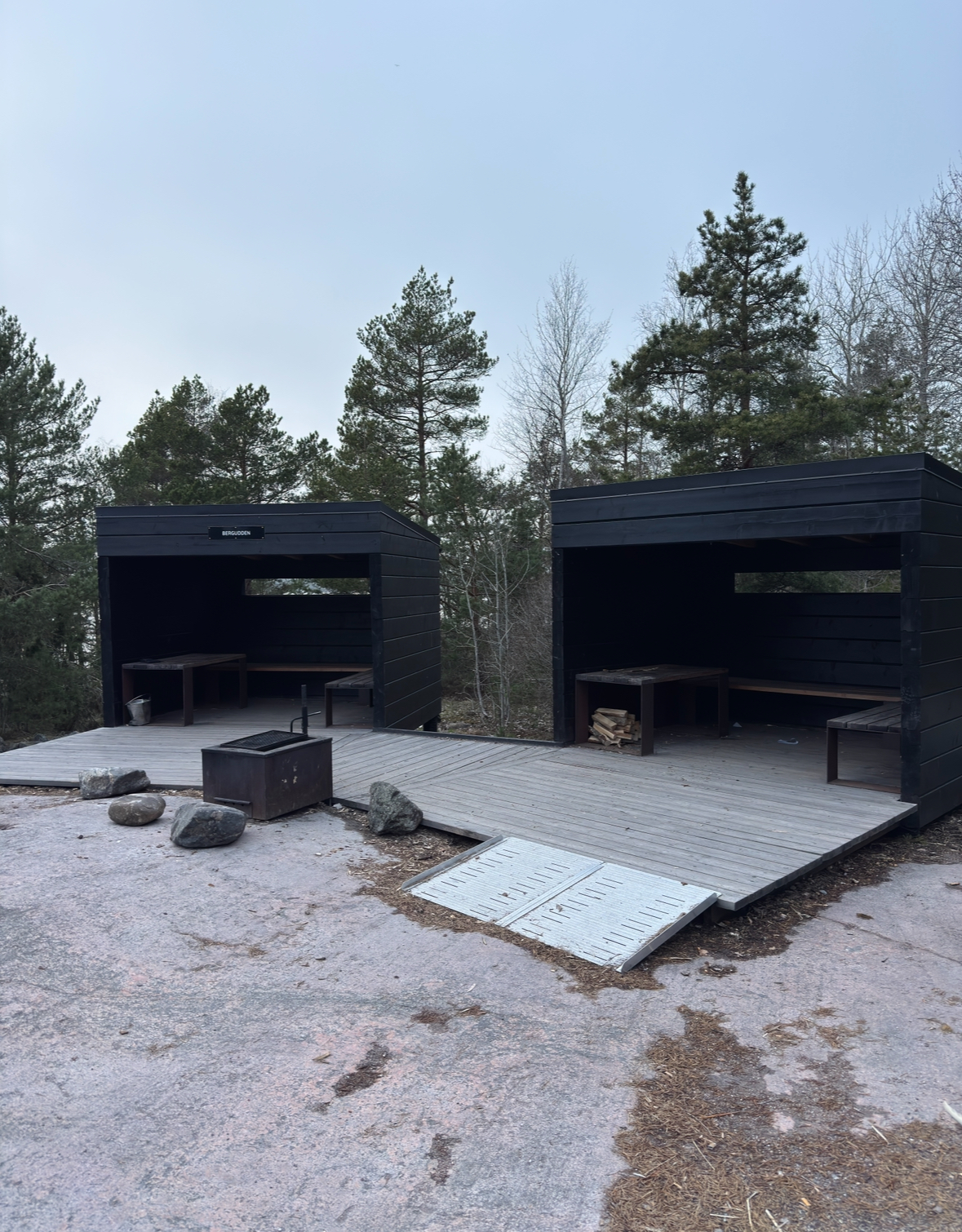
Nya vindskydd på området i 2025.

Friluftsområdet har grundläggande service som kan utnyttjas gratis. Det finns infotavlor, parkeringsplatser, kokskjul, toaletter, bastu, brunn, fågeltorn, förtöjningsringar, förtöjningsbojar, båtbryggor och eldplatser till förfogande. 
Kopparnäs-Störsviks omfattande landområde lämpar sig särskilt bra för cykling. På området finns för tillfället nästan inga utmärkta leder. Öarna och holmarna i havsområdet passar bra för paddlare och båtfolk.
Stora Halsö är Kopparnäsområdets största ö. Där finns en brygga, bojar och förtöjningsringar. Vattendjupet vid bryggan är ca 1,5 meter. I närheten av bryggan finns en eldplats och en toalett. Det finns också en liten bastu på ön.

## Historia

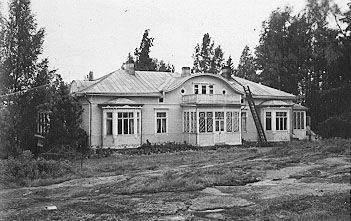
Kopparnäs herrgårds huvudbyggnad under glansdagarna.

I Kopparnäs ligger ruinerna efter Kopparnäs gård, som var den enda herrgården i den forna Degerby kommun. Därifrån levererades fisk och grönsaker, bland annat sparris, till konsumenterna i Helsingfors. På gården fanns också en stor fruktträdgård.
Bönderna på gården fick i äldsta tider sin huvudsakliga utkomst av fiske och sjöfart, åkerarealen var liten. Då den så kallade silverskatten indrevs 1571 och alla jordägares förmögenhetsförhållanden i hela riket kartlades satt en Jakob Persson på Kopparnäs. Denne framstod som relativt förmögen, men senare förefaller flera av hans efterträdare att ha befunnit sig på ruinens brant, beroende på krig, missväxt och farsoter. Längsta tiden innehades gården av lojobon Grels Göransson och hans efterkommande; de ägde den från mitten av 1670-talet till 1837.
Trettio år senare, 1866, köptes Kopparnäs av bonden på grannhemmanet Strand, vars ägare sålde det vidare 1907. Efter ett antal år övertogs gården av Fritz Schröder, grundaren av den kända affären för fritidsfiskeutrustning i Helsingfors. Han lät transportera ett hus från Helsingfors som fick tjäna som huvudbyggnad. Schröder skänkte 1921 Kopparnäs till sin dotter, som var gift med major Hannes Lind.
År 1943, mitt under fortsättningskriget, bytte gården ägare på nytt. Bergsrådet Berndt Grönblom, som gjort en viktig insats vid uppbyggnaden av landets metallindustri, hade drabbats av en svår personlig förlust då hans son Bernt Olof, som var en lovande vetenskapsman inom den matematiska fysiken, stupade i fortsättningskrigets inledningsskede, en dag innan han på Mannerheims order hade blivit hemförlovad. Enligt uppgift köpte bergsrådet Kopparnäs för att bereda sin hustru distraktion i sorgen.
Berndt Grönblom deltog som ekonomisk expert i förhandlingarna i Moskva om vapenstilleståndsavtal 1944 och fick därigenom vetskap om att Porkalaområdet skulle utarrenderas till Sovjetunionen och att han skulle förlora sitt nyförvärv. Sedan Porkalaområdet återbördats 1956 köpte sonen Sten Grönbloms kommanditbolag gården av bergsrådet, och 1957 köpte det ytterligare två hemman som tidigare brutits ut från denna. Statsbolaget Imatran Voima Oy, sedermera Fortum Abp, blev 1971 ägare till området som omfattade cirka 550 hektar.
Idag finns endast stenfotarna kvar av de gamla byggnaderna på gården och torpen. Under den sovjetiska arrendetiden brann skogen på fastlandet i Kopparnäs nästan helt, eftersom den varit artillerimål. Störsvik besparades från detta, vilket innebär att skogen där är betydligt äldre.
Imatran Voima hade planer på att bygga sex kärnkraftsreaktorer med en total effekt på 6 000 MW på Kopparnäs. Detta hade varit den största anhopningen av kärnkraft i hela världen, men planerna gick om intet sedan en gräsrotsrörelse i Ingå och Sjundeå motsatt sig dem. Kommunfullmäktige i Ingå röstade med en rösts övervikt ned kärnkraftsetableringen den 23 maj 1975.
Bolaget använde därefter området för utbildnings- och forskningsändamål och för personalens rekreation. På de sydliga klipporna testade man vindkraftverk, vars fundament är synliga än idag. Där odlades även energivide, som på grund av sin effektiva utbredningsförmåga fortfarande sprids snabbt. Föreningen Nylands friluftsområden och Forststyrelsen tog åren 2003 och 2009 över området och administrerar nu olika delar av det. Sedan dess har det fungerat som ett allmänt friluftsområde och utvecklats till att bli alltmer mångsidigt.